# Charles B. Law
Charles Blakeslee Law (ur. 5 lutego 1872 w Hannibal, zm. 15 września 1929 w Kattskill Bay w pobliżu Lake George) – amerykański polityk, członek Partii Republikańskiej.

## Działalność polityczna
W okresie od 4 marca 1905 do 3 marca 1911 przez trzy kadencje był przedstawicielem 4. okręgu wyborczego w stanie Nowy Jork w Izbie Reprezentantów Stanów Zjednoczonych.